# Districtul Ain Babouche
Aïn Babouche este un district din provincia Oum El Bouaghi, Algeria.